# Daniel King-Turner
Daniel King-Turner (Nelson, 15 maggio 1984) è un ex tennista neozelandese.